# Горнє Кусонє
Горнє Кусонє (хорв. Gornje Kusonje) — населений пункт у Хорватії, у Вировитицько-Подравській жупанії у складі громади Вочин.

## Населення
Населення за даними перепису 2011 року становило 13 осіб.
Динаміка чисельності населення поселення:

## Клімат
Середня річна температура становить 10,99 °C, середня максимальна – 24,88 °C, а середня мінімальна – -5,26 °C. Середня річна кількість опадів – 780 мм.
| Клімат поселення                              | Клімат поселення | Клімат поселення | Клімат поселення | Клімат поселення | Клімат поселення | Клімат поселення | Клімат поселення | Клімат поселення | Клімат поселення | Клімат поселення | Клімат поселення | Клімат поселення | Клімат поселення |
| Показник                                      | Січ.             | Лют.             | Бер.             | Квіт.            | Трав.            | Черв.            | Лип.             | Серп.            | Вер.             | Жовт.            | Лист.            | Груд.            |                  |
| Середній максимум, °C                         | 6,77             | 8,30             | 12,77            | 16,92            | 21,76            | 24,88            | 24,16            | 23,77            | 19,73            | 14,96            | 9,32             | 5,03             |                  |
| Середня температура, °C                       | 0,75             | 2,28             | 6,76             | 10,90            | 15,73            | 18,84            | 20,75            | 20,37            | 16,33            | 11,57            | 5,92             | 1,62             |                  |
| Середній мінімум, °C                          | −5,26            | −3,73            | 0,73             | 4,89             | 9,72             | 12,82            | 17,36            | 16,98            | 12,93            | 8,18             | 2,50             | −1,78            |                  |
| Норма опадів, мм                              | 48               | 43               | 48               | 61               | 73               | 92               | 73               | 78               | 64               | 66               | 76               | 58               |                  |
| Середньомісячна швидкість вітру, м/с          | 2.20             | 2.47             | 2.78             | 2.66             | 2.40             | 2.20             | 2.10             | 1.93             | 2.00             | 2.04             | 2.19             | 2.25             |                  |
| Середньомісячна сонячна радіація, кДж/м²·день | 4134             | 6917             | 10822            | 15277            | 19445            | 21597            | 22202            | 19811            | 14647            | 9113             | 4713             | 3497             |                  |
| --------------------------------------------- | ---------------- | ---------------- | ---------------- | ---------------- | ---------------- | ---------------- | ---------------- | ---------------- | ---------------- | ---------------- | ---------------- | ---------------- | ---------------- |
| Джерело:                                      |                  |                  |                  |                  |                  |                  |                  |                  |                  |                  |                  |                  |                  |